# Kovrov

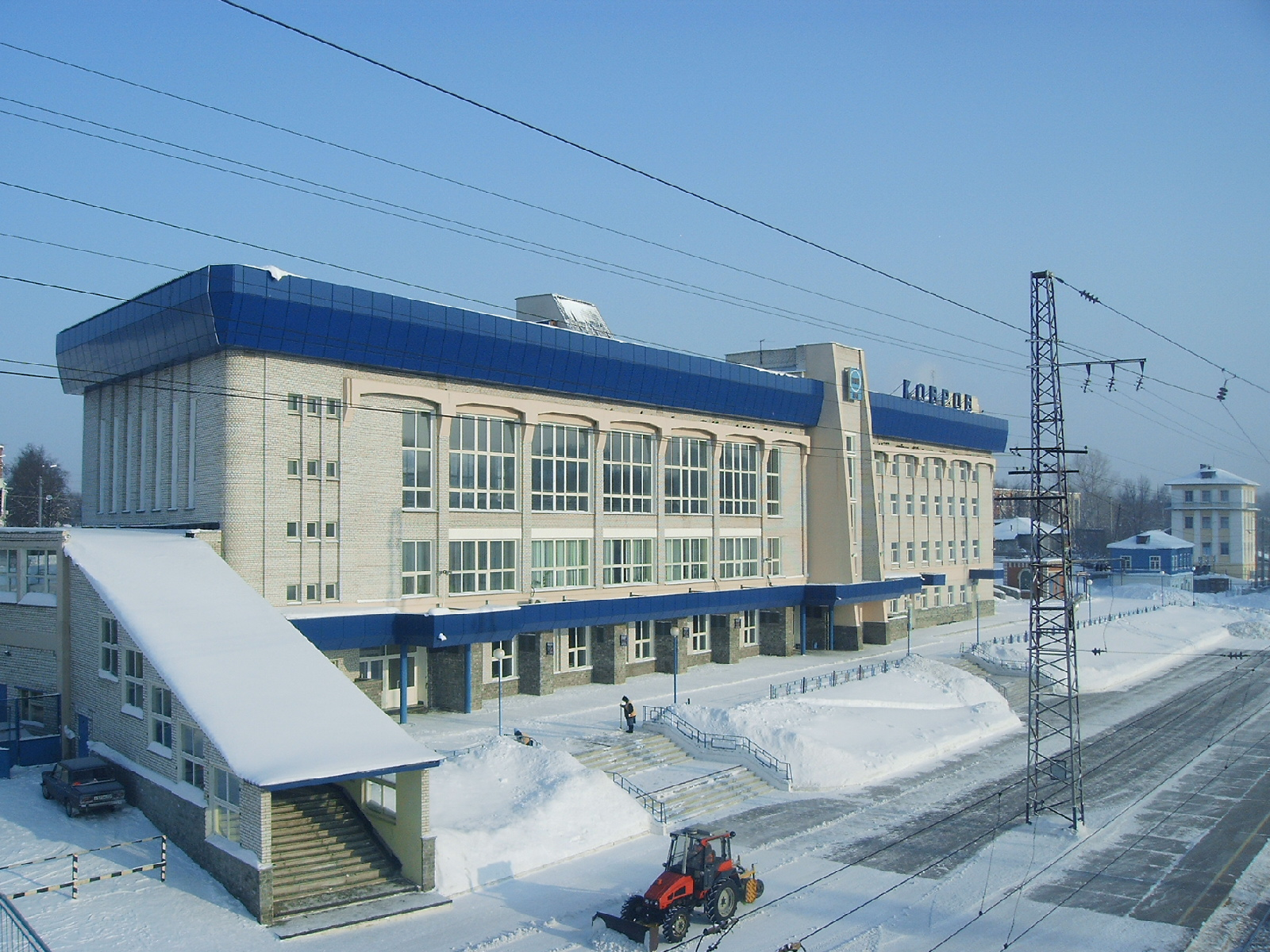
La stazione ferroviaria.

Kovrov (in russo: Ковров, traslitt. Kovròv ) è una città della Russia europea centrale, situata sulla sponda destra del fiume Kljaz'ma circa 250 km ad est di Mosca, nell'oblast' di Vladimir dal cui capoluogo dista 64 km in direzione est; è il capoluogo amministrativo del distretto omonimo.

## Storia
Le origini della città si perdono indietro nel tempo fino al XII secolo, anche se lo status di città arrivò solo nel 1778; raggiunta nella seconda metà del XIX secolo dalla ferrovia (linea fra Mosca e Nižnij Novgorod, una delle prime e più importanti della Russia), vide nello stesso periodo un grosso sviluppo industriale.
Il settore industriale è ancora la base economica della città (Kovrov è il secondo centro industriale per importanza della sua oblast' di appartenenza, dopo Vladimir), con specializzazioni nel campo della meccanica, metallurgia, tessile, costruzioni.

## Società

### Evoluzione demografica
- 1897: 14.600
- 1926: 27.000
- 1939: 67.100
- 1959: 99.000
- 1979: 142.900
- 1989: 159.900
- 2007: 150.900

Fonte: